# Felbertal
Felbertal är en dal i Österrike.   Den ligger i förbundslandet Salzburg, i den centrala delen av landet, 300 km väster om huvudstaden Wien.
Trakten runt Felbertal består i huvudsak av gräsmarker. Runt Felbertal är det ganska glesbefolkat, med 32 invånare per kvadratkilometer.